# تویوتا سنتری رویال

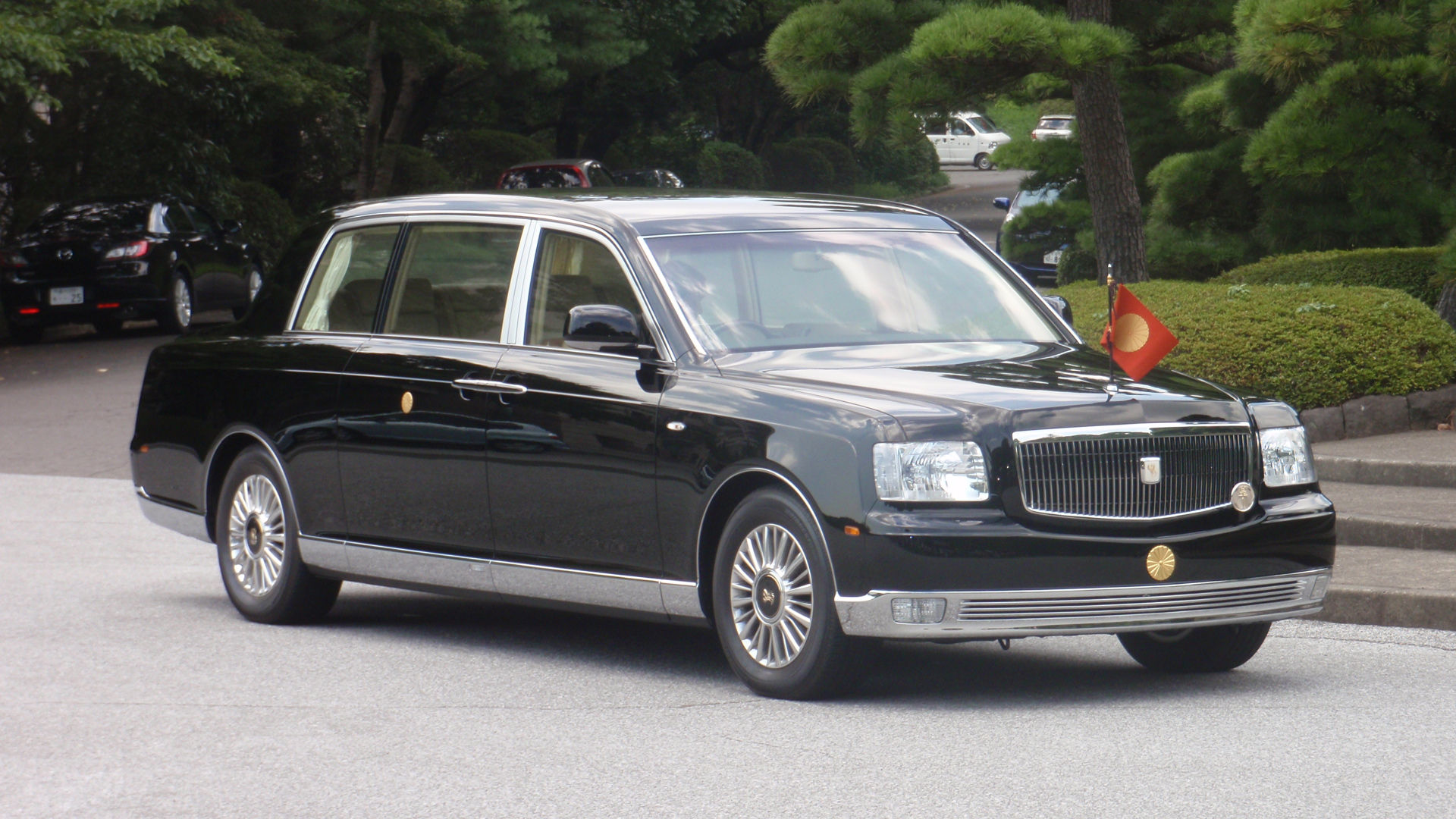
تویوتا سنچری رویالخودروی امپراطوری ژاپن

تویوتا سنتری رویال (Toyota Century Royal) خودرویی است که در سال‌های ۲۰۰۶۴ produced تولید شده‌است.
طراحی آن خودروهای موتور جلو-محور عقب بوده طول آن در حالت طبیعی ۶٬۱۵۵ میلیمتر (۲۴۲٫۳ اینچ)، عرض آن در حالت طبیعی ۲٬۰۵۰ میلیمتر (۸۱ اینچ) و ارتفاع آن در حالت طبیعی ۱٬۷۷۰ میلیمتر (۷۰ اینچ) و وزن آن در حالت طبیعی ۲٬۹۲۰ کیلوگرم (۶٬۴۴۰ پوند) است. سیستم جعبه‌دندهٔ آن ۶ دنده به صورت خودکار است.